# Summativ evaluering
Summativ evaluering skal vurdere, om en minimumskompetence er opfyldt, f.eks svarende til bestået eller ikke-bestået eller ved karaktergivning, i modsætning til formativ evaluering, hvis formål er at styrke den uddannelsessøgendes faglige udvikling. Evalueringen foretages typisk retrospektivt. 
| Skole | Spire Denne artikel om en skole, en uddannelsesinstitution eller uddannelse er en spire som bør udbygges. Du er velkommen til at hjælpe Wikipedia ved at udvide den. |